# Scott Storch
Pour les articles homonymes, voir Storch.
Scott Storch, né le 16 décembre 1973 à Long Island, New York, aux États-Unis, est un producteur et compositeur américain. Scott est l'un des membres fondateurs de la formation musicale The Roots en 1993. En 1999, il produit avec Dr. Dre le single à succès Still D.R.E. présent sur l'album 2001 de ce dernier.
La carrière de Scott Storch va alors décoller, avec des productions pour des artistes tels que Xzibit (notamment le single X), Busta Rhymes, D12 ou Eve et son single Let Me Blow Your Mind, tout ça sous la houlette de Dr. Dre. Il produira seul ensuite un nombre impressionnant de tubes, notamment entre 2003 et 2007, période durant laquelle une grande partie des hits les plus écoutés en radio étaient signés de son nom.

## Biographie

### Jeunesse
Storch nait le 16 décembre 1973 à Long Island, New York, aux États-Unis,,,. Sa mère, Joyce Yolanda Storch, est une ancienne chanteuse signée au label Cameo-Parkway Records de Philadelphie, sous le nom de Joyce Carol, et a des origines lituaniennes. Son père, Phil Storch, était sténographe. Son oncle, Jeremy Storch, est le fondateur du groupe de soul-rock The Vagrants dans lequel il écrit pour Dave Mason et Eddie Money. Les parents de Storch divorcent en 1983.

### Carrière
Scott lance sa carrière professionnelle dans la musique en 1991, lorsqu'il devient le claviériste et l'un des premiers membres du groupe The Roots. Ce groupe pratique un hip-hop fortement imprégné de rythmiques Jazz. Scott joue un rôle prépondérant dans la production du titre You Got Me de The Roots, récompensé d'un Grammy Awards en 1999.
Le premier succès commercial de Storch est le single à succès Still D.R.E. de Dr. Dre présent sur l'album 2001 de ce dernier, sur lequel il aide à la production des riffs. Le plus gros succès de Storch s'intitule Lean Back, un single de Fat Joe, publié en 2004. 2006 est décrit par MTV News comme « l'année [de Storch] la mieux réussie artistiquement et financièrement. Il devient l'un des meilleurs producteurs du moment qui a collaboré avec des artistes légendaires tel que Beyoncé, 50 Cent, The Game, T.I., Chris Brown, Christina Aguilera, Dr. Dre, Nas, Snoop Dogg, Pink, et Lil' Kim entre autres. » Storch est également récompensé du ASCAP dans la catégorie d'« auteur-compositeur de l'année » en 2006.

## Vie privée
En 2006, Scott devient père d'un autre enfant, Jalen Scott Storch avec Dalene Daniel, sa compagne pendant cinq ans. Storch est plus tard traîné en justice pour ne pas avoir payé les pensions alimentaires de ses deux enfants.
Il était l'un des rares propriétaires de la voiture la plus chère au monde, la Bugatti Veyron. Le 25 avril 2009, XM Satellite Radio affirme que Storch essayait de sortir d'une addiction de trois ans à la cocaïne qui l'a laissé sans rien. Il est aussi dit qu'il aurait perdu approximativement 26 millions de dollars durant cette période[réf. nécessaire].
Bien qu'avec une fortune estimée à plus de 70 millions de dollars en 2004 par le magazine Rolling Stone, Storch se retrouve ruiné à cause de son addiction à la cocaïne.Il ne parvient par exemple pas à payer les taxes de son manoir situé à Miami entre 2006 et 2007. Celle-ci est saisie par la justice en 2010, et rachetée pour 6,75 millions dollars par Weiner Russ (Energy Drink), au début de l'année 2011. Celui-ci décide de vendre ce manoir en faisant une plus-value au rappeur Birdman qui l'achète pour une somme de 14,5 millions de dollars en octobre 2012. Le 24 juin 2015, Storch est officiellement ruiné.